# J. P. 데이비스
J. P. 데이비스(J. P. Davis)는 미국의 배우, 각본가이다. 어퍼웨스트사이드에서 태어났다.

## 영화
- 블루 (2009년)
- 하우스 (2008년)
- 이웃 (2007년)
- 파이팅 토미 릴리 (2005년) - 토미 역
- 코모도의 저주 (2004년)